# Alexander Hegius
Alexander Hegius (Burgsteinfurt, 1439/1440 - Deventer, 27 december 1498) was een humanist en onderwijshervormer. Hij werd vooral bekend als succesvol rector van de Latijnse school in Deventer.

## Eerste jaren
Hegius was de zoon van een schout en werd in 1469 rector aan de Großen Schule in Wesel en in 1474 aan de domschool van St. Martin in Emmerik. Dit dankte hij aan een aanhanger van de nieuwe humanistische stroming, domproost graaf Moritz von Spiegelberg. Hegius ontmoette Rudolf Agricola, die zijn mentor werd en hem Grieks leerde. Agricola introduceerde Hegius in de kring van leidende personen van het humanisme die elkaar troffen in het toenmalige Cisterciënzer klooster van Aduard bij Groningen.
Hij werd beïnvloed door de leer van de Broeders des Gemenen Levens ook wel de stroming der Moderne Devotie genoemd. Hierin werd gestreefd naar een individuele vroomheid in navolging van Christus.

## Deventer
Vanaf de herfst van 1483 tot zijn dood werkte hij als rector aan de bij de Lebuïnuskerk horende kapittelschool ofwel Latijnse school in Deventer en hervormde deze in humanistische zin tot een moderne stadsschool. Hij beijverde zich voor modernisering van het grammaticaonderwijs en zorgde ervoor dat antieke auteurs door zijn leerlingen werden gelezen. Hij bracht een belangrijke vernieuwing aan in het curriculum (leerplan) door de introductie van het Grieks. Dat was een unicum voor die tijd. Hierdoor werd de school voor een periode van zo'n veertig jaar een van de leidende intellectuele centra in de Noordelijke Nederlanden. Tot de leerlingen behoorden in die jaren Desiderius Erasmus, Gerard Geldenhouwer, Johannes Butzbach en Johannes Murmellius. 
Hegius werd op late leeftijd nog priester en had grote invloed op de ontwikkeling van het humanisme.

## Nagedachtenis
Vanwege Hegius' belang voor de vernieuwing van het onderwijs is het niet vreemd dat er enkele scholen naar hem vernoemd zijn: het voormalige Alexander Hegius Gymnasium in Deventer (de opvolger van de Latijnse School) en nadien de Alexander Hegius Scholengemeenschap, de Alexander Hegius Grundschule in Heek (Duitsland) en het Alexander Hegius Gymnasium in Ahaus. De Deventer scholengemeenschap organiseerde de Alexander Hegiuslezing, die jaarlijks plaatsvond tussen 1989 tot 1998 (500 jaar na Hegius' overlijden).
- Biografisch Portaal: 61427697
- Digitale Bibliotheek voor de Nederlandse Letteren: hegi001
- Gemeinsame Normdatei: 100290132
- International Standard Name Identifier: 0000 0000 8077 0478
- Library of Congress Control Number: n92066657
- Mathematics Genealogy Project: 125898
- Nationale Bibliotheek van Tsjechië: jo2006330571
- Nederlandse Thesaurus van Auteursnamen: 074817531
- Istituto Centrale per il Catalogo Unico: CNCV003143
- Système universitaire de documentation: 059367334
- Virtual International Authority File: 41036240
- WorldCat: E39PCjJ3r63FGbPc6QqvgkcdHy